# Bernd Wehmeyer
Bernd Wehmeyer (* 6. Juni 1952 in Herford) ist ein ehemaliger deutscher Fußballspieler. Er absolvierte während seiner Bundesligakarriere 208 Spiele. Seit 1998 ist er Club-Manager beim Hamburger SV.

## Karriere
Der Ostwestfale spielte in den Anfangsjahren seiner Laufbahn in der Saison 1971/72 für Arminia Bielefeld (zwei Spiele) sowie in den Jahren 1973 bis 1976 für Hannover 96 (23 Spiele) in der höchsten deutschen Spielklasse.
Ihn zeichnete eine für einen defensiven Spieler sehr offensive und lauffreudige Spielweise aus. Sein Spitzname „Fummel“ geht auf die Bezeichnung „Fummelmeyer“ zurück: So nannte ihn Horst Hrubesch bei einem Trainingsspiel scherzhaft, um ihn auf diese Weise aufzufordern, den Ball abzuspielen.
Seine größten Erfolge feierte Wehmeyer beim Hamburger SV, für den er von 1978 bis 1985 in insgesamt 183 Spielen in der 1. Bundesliga auflief und dabei 10 Tore erzielte. Wehmeyer, der zunächst Stürmer gewesen war, ehe er zum Verteidiger umgeschult wurde, spielte noch zu Beginn der Saison 1985/86 für den HSV, wurde nach dem Aus im DFB-Pokal aber von Trainer Ernst Happel aus der Mannschaft genommen, Wehmeyer bat dann im September 1985 um die Auflösung seines Vertrags und wurde im kaufmännischen Bereich für einen Sportartikelhersteller tätig. Ab Ende September 1986 trainierte er beim Verbandsligisten VfL Pinneberg mit, ab Anfang November 1986 war er für die Mannschaft einsatzberechtigt. Ab März 1990 spielte er noch beim Landesligisten VfB Bremerhaven-Lehe sowie in den Spielzeiten 1990/91, 1991/92 und 1992/93 beim SC Wentorf (Kreis- und Bezirksliga), bei dem sich mehrere ehemaligen Profis versammelt hatten. Später war Wehmeyer Mitglied der HSV-Altligamannschaft.
Mit dem Hamburger SV errang er drei deutsche Meisterschaften (1979, 1982 und 1983) und den Europapokal der Landesmeister (1983). Wehmeyer war von 1983 bis 1984 insgesamt 13 Mal für die Olympia-Auswahlmannschaft aktiv.
Von Januar 1996 bis 1998 war Bernd Wehmeyer beim Hamburger SV als Manager (heutige Bezeichnung: Sportdirektor) unter dem Präsidenten Uwe Seeler tätig, seit 1998 ist er dort Club-Manager. Anfang Oktober 2011 erlitt er beim Joggen einen Herzinfarkt. Er überstand 2012 eine Krebserkrankung. Im Oktober 2019 starb Wehmeyers Ehefrau Almuth. Mit ihr war er seit 1993 verheiratet. Almuth Wehmeyer war auch als Fotomodell tätig.
Im August 2021 wurde Wehmeyer als Vizepräsident in den Vorstand des HSV e. V. gewählt.

## Erfolge
- 3 × Deutscher Meister: 1979, 1982, 1983
- 3 × Deutscher Vizemeister: 1980, 1981, 1984
- 1 × Europapokalsieger der Landesmeister: 1983, 1:0 gegen Juventus Turin
- 1 × Europapokal-Finale der Landesmeister: 1980, 0:1 gegen Nottingham
- 1 × UEFA-Cup-Finale: 1982, 0:4 nach Punkten gegen Göteborg